# Цетлин, Михаил Осипович
Михаи́л О́сипович Це́тлин (28 июня (10 июля) 1882, Москва — 10 ноября 1945, Нью-Йорк) — русский поэт, беллетрист, редактор, меценат; известен под псевдонимом Амари.

## Биография

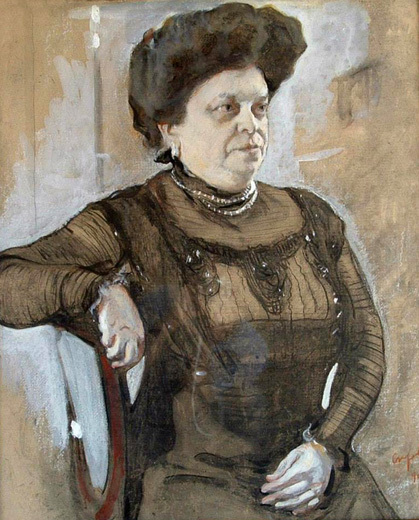
Портрет Анны Цетлиной (матери М. О. Цетлина) работы В. Серова

Родился в семье богатого коммерсанта Осипа Сергеевича (Еселя Шмерковича) Цетлинa (1856—1933) и Анны Васильевны (Ханы-Либы Вульфовны) Высоцкой (1860—1935), дочери «чайного короля» Калонимуса-Зеэва (Вульфа) Янкелевича Высоцкого.  Участвовал в революции 1905—1907; был членом партии эсеров. В 1907 году привлекался к дознанию как член редакционной комиссии книгоиздательства «Молодая Россия». Скрываясь от полиции, бежал за границу. Жил во Франции и Швейцарии. В 1907 году, почти сразу после эмиграции, принял решение посвятить себя литературной деятельности и полностью отошёл от политики.
В 1915 году, находясь в эмиграции, М. О. Цетлин организовал в Москве издательство «Зёрна», где выходили книги М. Волошина и Ильи Эренбурга, а к художественному оформлению привлекались Л. Бакст и И. Лебедев. После Февральской революции вернулся в Россию, однако в следующем году был вынужден перебраться в Одессу, спасаясь от преследований большевиков. В начале 1918 года в доме Цетлиных состоялся вечер «Встреча двух поколений поэтов», на котором присутствовали все крупнейшие московские поэты. 
В 1918 году вместе с женой Марией Тумаркиной и падчерицей Александрой Авксентьевой уехал в Италию и оттуда перебрался во Францию. Стал основателем и первым редактором литературного журнала-альманаха Окно» (Париж, 1923—1924, возобновлён в 2007 году Анатолием Кудрявицким, дальним родственником Цетлина). Был редактором отдела поэзии в журнале «Современные записки» (Париж, 1920—1940). 
Литературно-музыкальные вечера в его доме в Париже привлекали весь цвет русской эмиграции — здесь бывали Марк Алданов, И. А. Бунин, С. П. Дягилев, композиторы И. Ф. Стравинский и С. С. Прокофьев, Д. С. Мережковский, Алексей Толстой, Владислав Ходасевич, Марина Цветаева, Илья Эренбург, А. Ф. Керенский и другие писатели, музыканты, художники и политические деятели. Он также поддерживал материально многих бедствовавших русских эмигрантов.
В ноябре 1940 года Цетлин покинул оккупированную Францию и перебрался в Лиссабон, а оттуда в США (1942). Был основателем и первым редактором «Нового журнала» (Нью-Йорк (совместно с М. А. Алдановым, с 1942 года). После смерти Цетлина его вдова Мария Самойловна передала его коллекцию книг Еврейской национальной и университетской библиотеке в Иерусалиме. На основе его коллекции картин в Рамат-Гане (Израиль) был создан Музей русского искусства имени Марии и Михаила Цетлиных. До 2014 года в состав коллекции входил портрет его жены Марии Тумаркиной (Цетлиной), выполненный Валентином Серовым. Картина была выставлена на торги муниципалитетом израильского города Рамат-Ган и продана на аукционe Кристис в Лондоне за 14 с половиной миллионов долларов.

## Творчество
Автор пяти книг стихов. Его первая книга, «Стихотворения» (1906), была за стихи революционного содержания конфискована в 1912. Печатался под псевдонимом Амари́ (фр. à Marie «Для Марии» — по имени жены); это слово также является аббревиатурой имен ближайших друзей поэта. Автор пьесы «Женихи Пенелопы», воспоминаний о М. А. Волошине, книг о декабристах и о композиторах «Могучей кучки».

## Переводы
Амари переводил Шелли, Верхарна, Гейне, Гёльдерлина, Рильке, Валери, Бялика.

## Семья
- Жена — Мария Самойловна Цетлина, урождённая Тумаркина (1882—1976), в первом браке за Н. Д. Авксентьевым.
  - Падчерица (дочь жены) — Александра Авксентьева-Пергель  (1907—1984).
  - Сын — Валентин Михайлович Цетлин (Valentine Wolf Zetlin, 1912—2007) — американский психоаналитик, в 1967—1970 годах — президент Нью-Йоркского фрейдистского общества (New York Freudian Society).
  - Дочь — Ангелина Михайловна Цетлин-Доминик[6]

Двоюродные братья — биохимик Я. О. Гавронский, режиссёр А. О. Гавронский и философ Д. О. Гавронский.

## Стихи

### Сборники
- «Стихотворения» (1906)
- «Лирика» (Париж, 1912)
- «Глухие слова» (стихи 1912—1913 г.), изд. Зерна, т-во скоропеч. А. А. Левинсон, Москва, M.CM.XVI
- «Призрачные тени» (1920)
- «Кровь на снегу. Стихи о декабристах» (Париж, 1939)
- «Малый дар» Избранные стихотворения. Сост. Н. Сарников. — М., Праминко, Дом-музей Марины Цветаевой, 1993 — 160 с. ISBN 5-88148-008-2
- «Цельное чувство»: Собр. стихотворений. / Общ. ред., сост., подг. текста и комм. В. Хазана. Серия: «Серебряный век. Паралипоменон». — М., Водолей, 2011—400 с.

## Проза
- «Декабристы» (1933),
- «Пятеро и другие» (1944; о русских композиторах).
- The Five: The Evolution of the Russian School of Music (Westpost, Connecticut: Greenwood Press, Publishers, 1975, 1959)